# Ninnipaskulgee
Ninnipaskulgee (Road Indians) /=highroad people, od creek  'nini-paski'  =swept road, +  'algi'  =people/ jedno od plemena i gradova Upper Creek Indijanaca, porodica Muskhogean, za koje se kaže da su obitavali na rijeci Tallapoosa blizu Tukabahcheeja u okrugu Elmore u južnoj Alabami. U engleskom jeziku poznatiji su kao Road Indians.